# 23116 Стрейч
23116 Стрейч (23116 Streich) — астероїд головного поясу, відкритий 3 січня 2000 року.
Тіссеранів параметр щодо Юпітера — 3,396.